# Rio Dăihăţaşu
O Rio Dăihăţaşu é um rio da Romênia, afluente do Dumbrăvanu, localizado no distrito de Vrancea.